# Boise City
Boise City város az Egyesült Államokban, Oklahoma állam legnyugatabbra fekvő Cimarron megyéjének székhelye és egyben legnagyobb települése. Lakosainak száma 1166 fő (2020. április 1.).

## Földrajz
Területe 3,4 km².
A városból négy állam (Colorado, Kansas, Texas, Új-Mexikó) is elérhető kevesebb mint egy óra autóúttal.

## Népesség
A 2000-es népszámlálás még 1483 lakost jelzett, ehhez képest a 2010-es már csak 1266 fős népességet mutat, ami 14,6%-os csökkenés.
Az egy személyre eső bevétel évi $15,821, a lakosság 19,1% a szegénységi küszöb alatt él.
A település népességének változása:

| 2010 | 1 266 |
| 2020 | 1 166 |

## Gazdaság
A helyi gazdaság növénytermesztésen, állattartáson, valamint földgázfeldolgozáson alapul.

## Történet
A várost J.E. Stanley és A.J. Kline befektetők alapították.
Boise City volt az egyetlen település az Egyesült Államok kontinentális területén, amit bombatalálat ért a második világháborúban. 1943. július 5-én éjféltájban egy gyakorlatozó B–17 Flying Fortresst félrenavigáltak és tévedésből a város főterére dobta le a bombát. A balesetben senki nem halt meg, de a két pilótát előállították.

## Fordítás
- Ez a szócikk részben vagy egészben  a   Boise City, Oklahoma című angol Wikipédia-szócikk ezen változatának fordításán alapul.  Az eredeti cikk szerkesztőit annak laptörténete sorolja fel. Ez a jelzés csupán a megfogalmazás eredetét és a szerzői jogokat jelzi, nem szolgál a cikkben szereplő információk forrásmegjelöléseként.